# 토마 드트리
토마 드트리(프랑스어: Thomas Detry, 1993년 1월 13일 ~ )는 벨기에의 프로 골프 선수이다. 유러피언 투어와 PGA 투어에서 뛰고 있다.